# Степановка (Винницкий район)
Степа́новка (укр. Степанівка) — село в Винницком районе Винницкой области Украины.
Код КОАТУУ — 0520687603. Население по переписи 2001 года составляет 1329 человек. Почтовый индекс — 23255. Телефонный код — 432.
Занимает площадь 2,843 км².
В селе родился Герой Советского Союза Павел Колесник.
В селе действует храм Успения Пресвятой Богородицы Винницкого районного благочиния Винницкой епархии Украинской православной церкви.

## Адрес местного совета
23255, Винницкая область, Винницкий р-н, с. Степановка, ул. Соборная, 1а